# Sorcerer (Computerspiel)
Sorcerer (englisch für „Zauberer“) ist ein Fantasy-Textadventure von Infocom aus dem Jahre 1984. Es spielt im Zork-Universum und ist der zweite Teil der Enchanter-Trilogie. Die anderen beiden Teile sind Enchanter (1983) und Spellbreaker (1985).

## Handlung
Nachdem der Spieler in Enchanter den bösen Hexenmeister Krill besiegt hatte, wurde er mit einem Sitz im Circle of Enchanters (deutsch: Zirkel der Zauberer) belohnt. Außerdem hat er sich mit seinem Mentor Belboz, dem Vorsitzenden des Zirkels, angefreundet. Besagter Belboz verhält sich schon seit Tagen merkwürdig und verschwindet plötzlich, möglicherweise durch Entführung. Es stellt sich heraus, dass er unter der Kontrolle des Dämons Jeearr steht. Nun obliegt es dem Spieler, das Schicksal seines Freundes zu ergründen und ihn zu retten. Er bereist hierfür Teile des Great Underground Empire, der Spielwelt des fiktiven Zork-Universums, unter anderem ein ausgedehntes Waldgebiet, eine Burgruine, ein historisches Fort, einen Freizeitpark, eine verlassene Mine und ein weitläufiges, unterirdisches Höhlensystem. Im Rahmen eines Rätsels begegnet er dabei einer älteren Ausgabe seiner selbst und muss durch die Zeit reisen, um als sein eigener Doppelgänger der nun jüngeren Ausgabe seiner selbst bei der Lösung des Rätsels zu helfen. Nachdem Belboz schließlich gefunden und von der Präsenz des Dämons befreit wurde, erklärt der alte Zauberer seinen Rücktritt, und der Spieler wird zum neuen Vorsitzenden des Zirkels ernannt.

## Spielprinzip und Technik
Sorcerer ist ein Textadventure, das heißt, es gibt keinerlei grafische Elemente. Umgebung und Geschehnisse werden als Bildschirmtext aus- und die Handlungen des Spielers ebenfalls als Text über die Tastatur eingegeben. Der Parser von Sorcerer versteht über 1000 Wörter, rund 300 Wörter mehr als im Vorgänger Enchanter. Das Magiesystem wurde vom Vorgänger Enchanter übernommen und um Zaubertränke ergänzt, die nur einmalig verwendet werden können. Die Spielzeit beträgt etwa 30 Stunden.
Als Beilagen („Feelies“) enthielten die frühen Veröffentlichungen von Sorcerer eine Ausgabe des (fiktiven) Popular-Enchanting-Magazins sowie den Field Guide to the Creatures of Frobozz, der durch eine Auflistung von Farbcodierungen gleichzeitig als Kopierschutz diente.

### Magie in Sorcerer
Das System der Zaubersprüche beruht teilweise auf der Erdsee-Saga von Ursula K. LeGuin und teilweise auf dem vancianischen System des Rollenspiel-Regelwerks Dungeons & Dragons. Wie bei Vance müssen Zaubersprüche erst im Gedächtnis „gespeichert“ werden, bevor sie genutzt werden können, und wie bei LeGuin wird ein Zauberspruch durch einen Nonsensbegriff repräsentiert. Dieser Begriff kann dann im Spiel als Verb genutzt werden. Beispielsweise bringt der Zauberspruch „FROTZ“ Objekte zum Leuchten; die Eingabe >FROTZ BOOK bringt entsprechend ein Buch zum Leuchten. Durch die erlernten Zaubersprüche wird der Spieler nach und nach mächtiger und kann tiefer in die Spielwelt eingreifen als zuvor. Die verwendbaren Zaubersprüche sind:
- AIMFIZ – Teleportiert den Zaubernden in die Umgebung des Ziels.
- FROTZ – Bringt das Ziel zum Leuchten.
- FWEEP – Verwandelt den Zaubernden in eine Fledermaus.
- GASPAR – Bereitet die Wiederbelebung des Zaubernden vor.
- GNUSTO – Überträgt einen Zauberspruch in das Zauberbuch des Zaubernden, sodass der Spruch mehrmals erlernt werden kann.
- GOLMAC – Lässt den Zaubernden durch die Zeit reisen.
- IZYUK – Lässt den Zaubernden fliegen.
- MALYON – Erweckt tote Materie zum Leben.
- MEEF – Lässt Pflanzen welken.
- PULVER – Dehydriert Flüssigkeiten.
- REZROV – Öffnet physikalisch oder magisch verschlossene Objekte.
- SWANZO – Verwendet am Ziel einen Bannspruch gegen Besessenheit.
- VARDIK – Schützt das Ziel vor bösen Geistern.
- VEZZA – Lässt den Zaubernden in die Zukunft sehen.
- YOMIN – Lässt den Zaubernden die Gedanken des Ziels lesen.
- YONK – Verstärkt einige Zaubersprüche in ihrer Wirkung.

## Produktionsnotizen
Der Vorgänger Enchanter war als Nachfolger der Zork-Serie finanziell erfolgreich, so dass ein Nachfolger nahe lag. Die Enchanter-Autoren Marc Blank und Dave Lebling waren in andere Projekte eingebunden: Blank überarbeitete die Z-machine, Lebling arbeitete an Suspect. Zum Glück für beide Autoren hatte Steve Meretzky, der zuvor das erfolgreiche Planetfall geschrieben hatte, Kapazitäten und konnte Sorcerer übernehmen.
2019 wurde der Sorcerer-Quelltext auf dem Software-Entwicklungs-Repository GitHub veröffentlicht.

## Rezeption

### Zeitgenössische Rezensionen
Das Zzap!64-Magazin lobte unter anderem schrullige Charaktere, durch Herumexperimentieren mit den Zaubersprüchen ausgelöste, „hochoriginelle Sequenzen“ und „exzellente Packungsbeilagen“ und konstatierte eine „tolle Atmosphäre“ und hohes Suchtpotenzial, kritisierte aber den hohen Preis des Spiels. Das US-Magazin Computer Games lobte die weitläufige Spielwelt, Meretzkys „unnachahmlichen Sinn für Humor“ und seine Fähigkeit, „überzeugende Parallelwelten zu beschwören“.

### Retrospektiven
Adventure Classic Gaming lobte in einer Retrospektive die konsistente Spielwelt, die Puzzles und den Parser. Kritisiert wurden der banale Plot und zwei unfaire Sackgassen im Spiel. Das SPAG-Magazin stellte 1998 die innovativen Puzzles und das gelungene Magiesystem heraus und kritisierte das humorlose und dem Leser wenig Raum für eigene Gedanken lassende Storytelling von Autor Steve Meretzky.
Nick Montfort, Professor für digitale Medien am MIT, urteilte über Autor Meretzky, dieser zeige in Sorcerer jene Art von Humor, die später sein Markenzeichen werden solle.
Frotz, ein Z-machine-Emulator, hat seinem Namen von einem der Zaubersprüche aus Sorcerer.